# Fumar

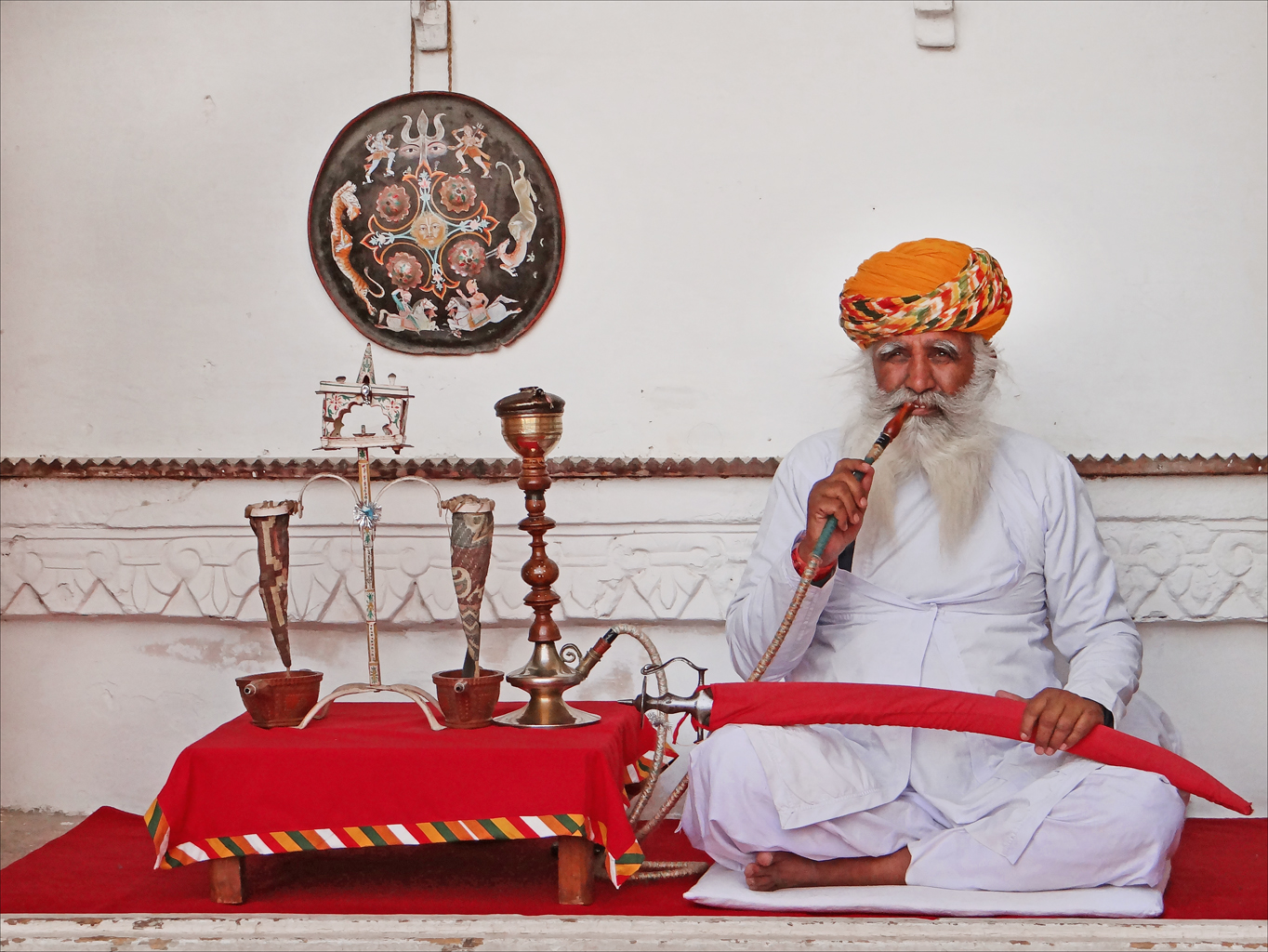
Un home fuma a l'Ìndia.

Fumar és una pràctica en què es crema una substància i es respira el fum resultant per ser assaborit i absorbit al torrent sanguini. El més habitual és que les substàncies utilitzades siguin les fulles seques de la planta del tabac, que s'han enrotllat en un tros de paper per a crear un petit cilindre rodó que s'anomena “cigarreta”. El tabaquisme es practica principalment com una via d'administració per a l'ús recreatiu de drogues perquè la combustió de les fulles de la planta seca vaporitza i transmet substàncies actives als pulmons, on s'absorbeixen ràpidament al torrent sanguini i arriben al teixit corporal. En el cas de fumar cigarretes, aquestes substàncies estan en una barreja de partícules i gasos d’aerosol i inclouen nicotina farmacològicament activa; i la vaporització crea aerosol i gas escalfats en una forma que permet la inhalació i la penetració profunda als pulmons on es produeix l'absorció de les substàncies actives al torrent sanguini. En algunes cultures, fumar també es duu a terme com a part de diversos rituals, on els participants l’utilitzen per ajudar a induir estats semblants al tràngol que, segons ells, poden conduir-los a la il·luminació espiritual.
Fumar és una de les formes més habituals i la més popular d’ús de drogues recreatives, practicada per més de mil milions de persones a tot el món, de les quals la majoria són en països en vies de desenvolupament. Altres drogues menys habituals per fumar inclouen cànnabis i opi. Algunes de les substàncies es classifiquen com a narcòtics durs, com l'heroïna, però l’ús d’aquests és molt limitat, ja que normalment no estan disponibles comercialment. Les cigarretes es fabriquen principalment en la indústria, però també es poden enrotllar a mà a partir de tabac a granel i paper de fumar. Altres estris per fumar inclouen pipes, cigars i narguils.
Es fuma des del 5000 aC, i s'ha fet en moltes cultures. Des dels orígens, fumar va evolucionar relacionat amb cerimònies religioses; com per a fer ofrenes a deïtats, en rituals o per permetre als xamans i sacerdots fer tasques d’endevinació o d’il·luminació espiritual. Després de l'exploració i la conquesta europees de les Amèriques, la pràctica de fumar tabac es va estendre ràpidament a la resta del món. A regions com l’Índia i l’Àfrica subsahariana, es va fusionar amb les pràctiques existents de fumar principalment cànnabis. A Europa, va introduir un nou tipus d’activitat social i una forma d’ingesta de drogues que fins aquell moment no es coneixia.
La percepció al voltant del tabaquisme ha variat amb el pas del temps. A finals del segle xx, fumar es va començar a valorar de manera negativa, sobretot als països occidentals. Fumar en general té efectes negatius sobre la salut, perquè la inhalació de fum suposa desafiaments a diversos processos fisiològics com la respiració. Fumar tabac és una de les principals causes de moltes malalties com el càncer de pulmó, atac de cor, MPOC, disfunció erèctil i defectes congènits. S'ha demostrat que les malalties relacionades amb el tabaquisme maten aproximadament la meitat dels fumadors de llarga durada en comparació amb les taxes mitjanes de mortalitat enfrontades pels no fumadors. El tabaquisme va causar més de cinc milions de morts a l'any des del 1990 fins al 2015. Els perills per a la salut del tabaquisme han provocat que molts països institueixin impostos elevats sobre els productes del tabac, publiquin anuncis per desincentivar l’ús, limitin els anuncis que promoguin l’ús i proporcionin ajuda per deixar de fumar aquells que fumen.

## Efectes sobre la salut

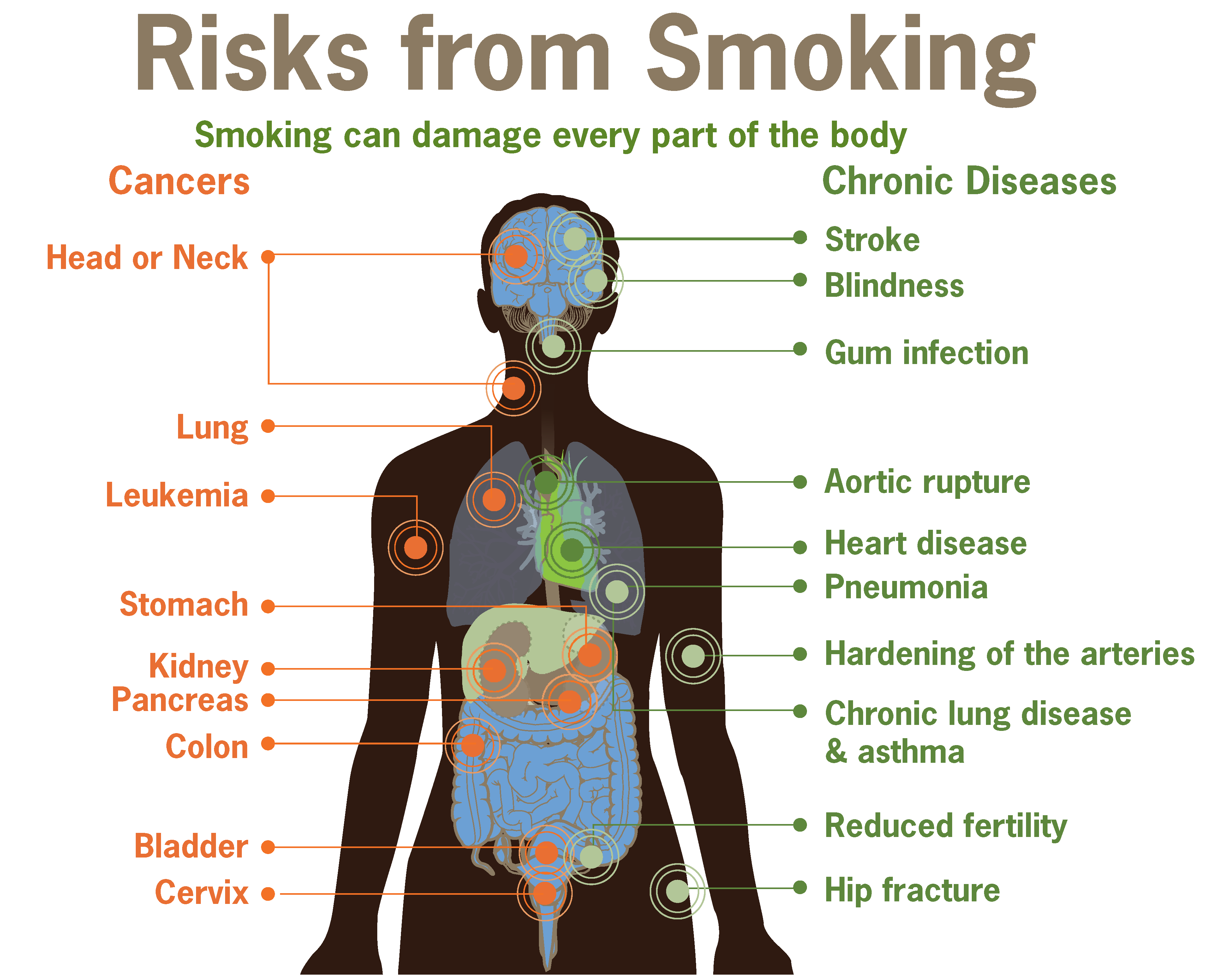
Fumar pot causar danys a totes les parts del cos.

El tabaquisme és una de les principals causes de mort que es poden prevenir en l'àmbit mundial i és la causa del 15% de totes les morts. Als Estats Units, aproximadament 500.000 morts a l'any s'atribueixen a malalties relacionades amb el tabaquisme i un estudi recent va estimar que fins a 1/3 de la població masculina de la Xina haurà reduït significativament la durada de la vida a causa del tabaquisme. Els fumadors i les fumadores perden entre 13,2 i 14,5 anys de vida, respectivament. Almenys la meitat de tots els fumadors moren abans com a conseqüència del tabaquisme. El risc de morir de càncer de pulmó abans dels 85 anys és del 22,1% per a un fumador masculí i de l’11,9% per a una fumadora actual, en absència d'altres causes de mort. Les estimacions corresponents per als no fumadors són un 1,1% de probabilitats de morir per càncer de pulmó abans dels 85 anys per a un home d'origen europeu i un 0,8% per a una dona. Fumar només una cigarreta al dia comporta un risc de malaltia coronària que es troba a mig camí entre el d’un fumador intens i el d'un no fumador. La relació dosi-resposta no lineal es pot explicar per l'efecte del tabaquisme sobre l’agregació plaquetària.
Entre les malalties que poden estar causades pel tabaquisme hi ha l'estenosi vascular, el càncer de pulmó, atacs de cor i la malaltia pulmonar obstructiva crònica. Fumar durant l'embaràs pot causar TDAH al fetus.
El tabaquisme és un factor de risc fortament associat a la periodontitis i la pèrdua de les dents. Els efectes del tabaquisme sobre els teixits periodontals depenen del nombre de cigarrets fumats diàriament i de la durada de l’hàbit. Un estudi va demostrar que els fumadors tenien 2,7 vegades més probabilitats d’establir malaltia periodontal que els no fumadors, i els antics fumadors 2,3 vegades. Aquesta dada és independentment de l'edat, el sexe i l’índex de placa, però, l'efecte del tabac sobre els teixits periodontals sembla ser més gran en homes que en dones. Els estudis han descobert que els fumadors tenien més probabilitats de pèrdua òssia dental més greu en comparació amb els que no fumaven, a més, les persones que fumen i beuen alcohol tenen un risc molt més gran de desenvolupar càncer de boca en comparació amb les persones que no ho fan. Fumar també pot causar milanosi a la boca.
El tabaquisme també s'ha associat amb afeccions bucals com ara càries dental, fallades d'implants dentals, càncer de pell i càncer de boca. El tabaquisme pot afectar els processos immunodeflamatoris que poden augmentar la susceptibilitat a les infeccions; pot alterar la micobiota oral i facilitar la colonització de la cavitat oral amb fongs i motlles patògens.
Molts governs intenten dissuadir la gent de fumar amb campanyes antitabac als mitjans de comunicació, que subratllen els efectes nocius a llarg termini del tabaquisme. El tabaquisme passiu o fumar de segona mà, que afecta les persones que es troben prop dels fumadors, és una de les principals raons per argumentar el compliment de les prohibicions de fumar. Es tracta de lleis aplicades per evitar que els individus fumin a llocs públics coberts, com ara bars, pubs i restaurants, reduint així l'exposició dels fumadors al fum de segona mà. Una preocupació comuna entre els legisladors és desincentivar el tabaquisme entre els menors i molts estats han aprovat lleis contra la venda de productes del tabac a clients menors d'edat (establint una edat per fumar). Molts països en vies de desenvolupament no han adoptat polítiques contra el tabaquisme.
Malgrat les nombroses prohibicions, els països europeus segueixen ocupant 18 dels 20 primers llocs i, segons una empresa d’investigació de mercat, els fumadors més pesats provenen de Grècia, amb una mitjana de 3.000 cigarrets per persona el 2007. Les taxes de fumar s'han reduït o han disminuït al món desenvolupat, però continuen augmentant als països en desenvolupament. Els índexs de tabaquisme als Estats Units han baixat a la meitat del 1965 al 2006, passant del 42% al 20,8% en adults.
El tabaquisme és un factor de risc de la malaltia d'Alzheimer. Tot i que s'ha demostrat que fumar més de 15 cigarrets al dia empitjora els símptomes de la malaltia de Crohn, s'ha demostrat que fumar disminueix la prevalença de colitis ulcerosa.
Els fumadors tenen un 30-40% més de probabilitats de desenvolupar diabetis tipus 2 que els que no fumen i el risc augmenta amb el nombre de cigarrets fumats.

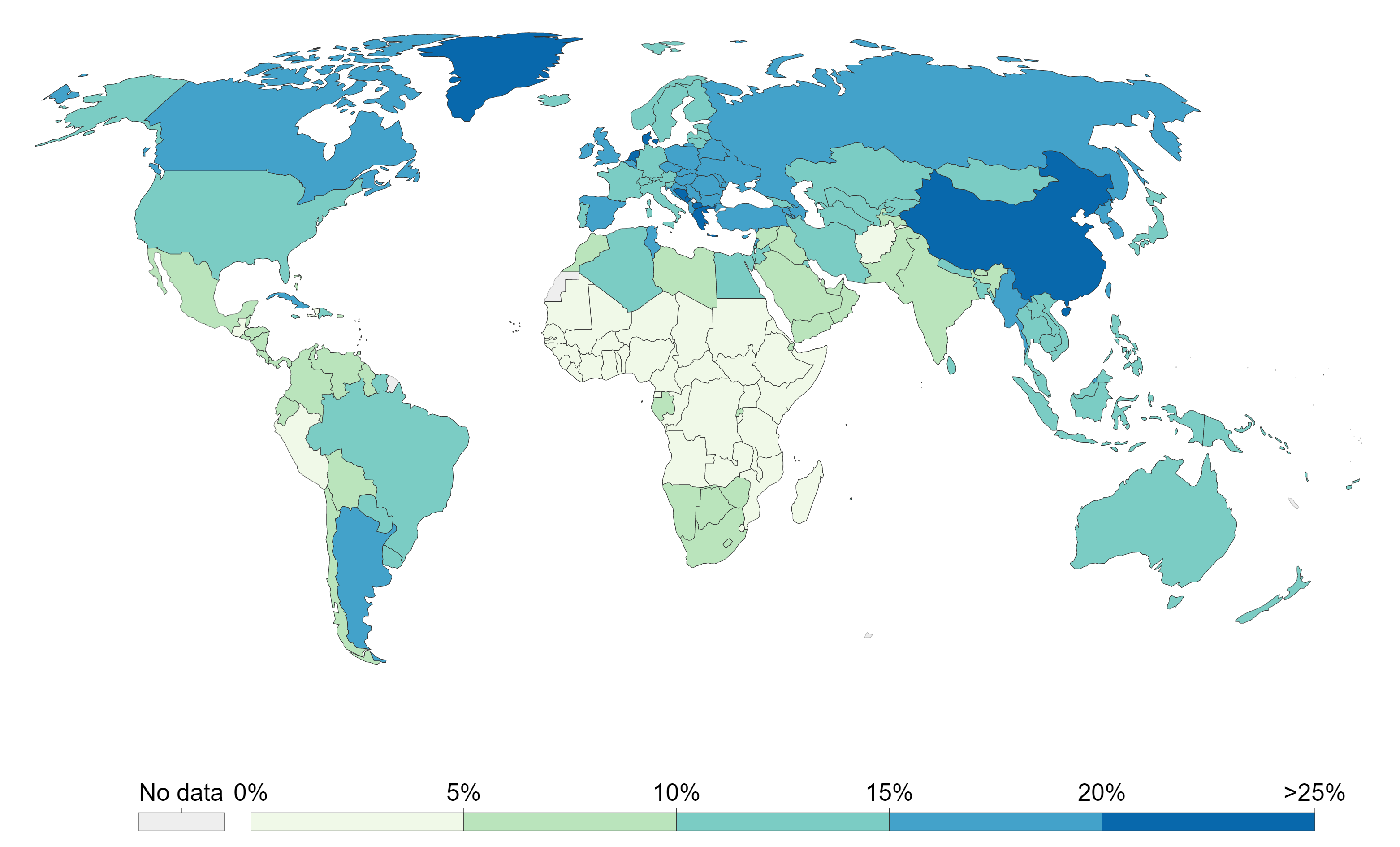
Percentatge de morts per fumar, 2017
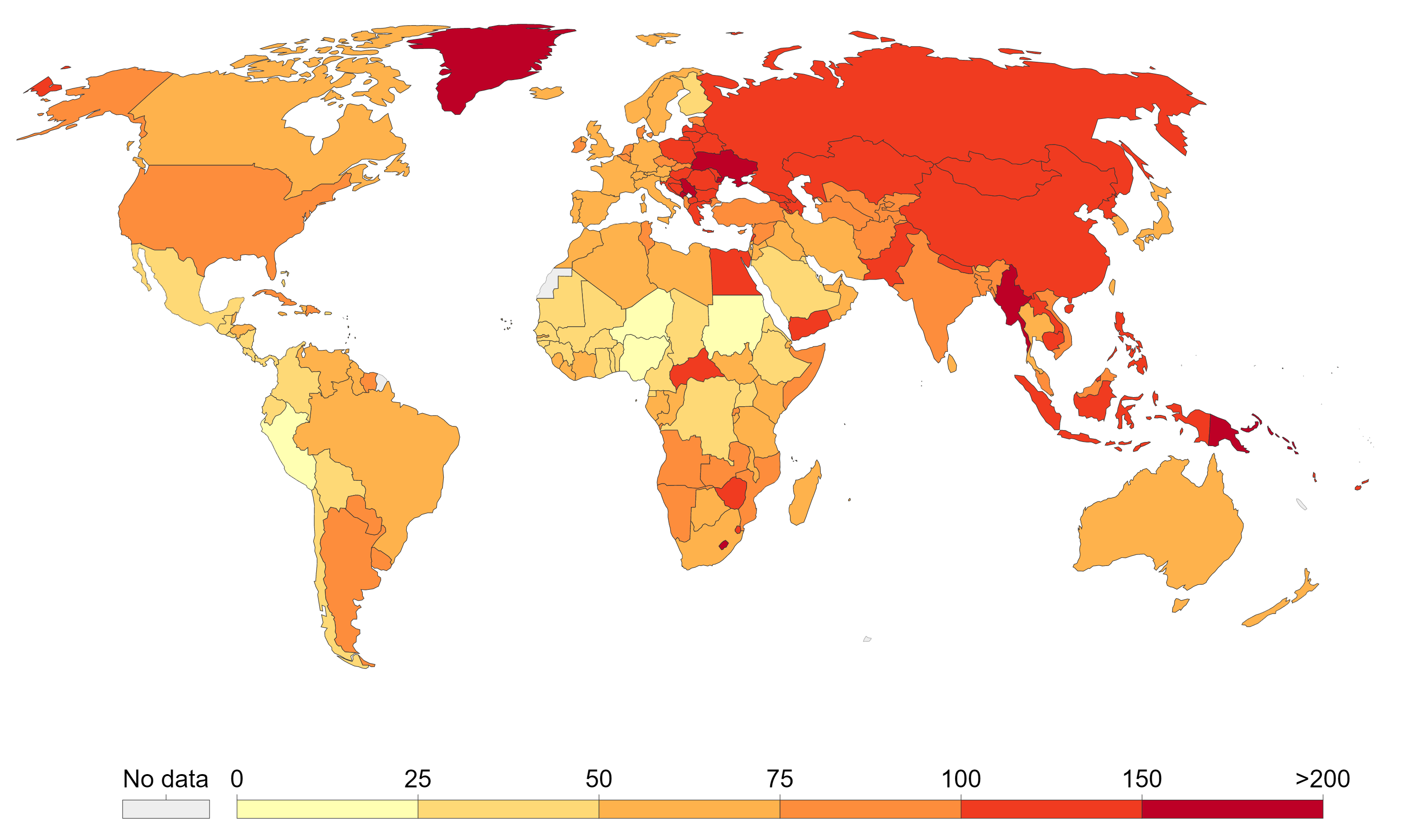
El nombre de morts atribuïdes al tabaquisme per cada 100.000 persones el 2017

### Fisiologia

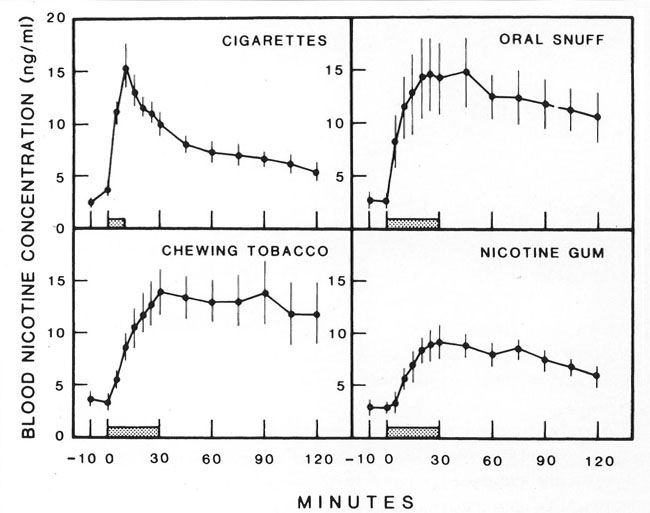
Un gràfic que mostra l'eficiència del tabaquisme com una forma d’absorbir la nicotina en comparació amb altres formes d’ingesta

Inhalar en forma de gas vaporitzat substàncies als pulmons és una forma ràpida i molt eficaç d’administrar fàrmacs al torrent sanguini, ja que el gas es difon directament a la vena pulmonar, després al cor i d’aquí al cervell, i afecta el consumidor en menys d’un segon des de la primera inhalació. Els pulmons consisteixen en diversos milions de petits bulbs anomenats alvèols que tenen una superfície superior a 70 mentres quadrats, aproximadament la superfície d’una pista de tennis. Es pot utilitzar per administrar medicaments útils tant mèdics com recreatius, com ara aerosols, que consisteixen en petites gotes d’un medicament, o com a gas produït en cremar material vegetal amb una substància psicoactiva o formes pures de la mateixa substància. No es poden fumar tots els medicaments, per exemple, el derivat del sulfat que s'inhala amb més freqüència pel nas, tot i que les formes lliures més pures de substàncies poden requerir, però sovint, una habilitat considerable per administrar el medicament adequadament. El mètode també és una mica ineficient, ja que no s'inhalarà tot el fum. Les substàncies inhalades desencadenen reaccions químiques a les terminacions nervioses del cervell perquè són similars a substàncies naturals com les endorfines i la dopamina, que s'associen a sensacions de plaer. El resultat oscil·la entre l'estímul suau causat per la nicotina i la intensa eufòria causada per l'heroïna, la cocaïna i les metanfetamines.
La combustió incompleta produïda per la crema de material vegetal, com el tabac o el cànnabis, produeix monòxid de carboni, que afecta la capacitat de la sang per transportar oxigen quan s'inhala als pulmons. Hi ha diversos altres compostos tòxics en el tabac que constitueixen greus perills per a la salut per als fumadors a llarg termini per diverses causes; anomalies vasculars com estenosi, càncer de pulmó, atacs cardíacs, ictus, impotència, baix pes al naixement dels nadons nascuts per mares fumadores. El 8% dels fumadors a llarg termini desenvolupen el conjunt característic de canvis facials coneguts pels metges com a cara de fumador.
El fum del tabac és una barreja complexa de més de 5.000 productes químics identificats, dels quals se sap que 98 tenen propietats toxicològiques específiques. Els productes químics més importants que causen càncer són els que produeixen danys a l’ADN, ja que sembla ser la causa principal del càncer. Cunningham et al. van combinar el pes de micrograms del compost en el fum d'una cigarreta amb l'efecte genotòxic per identificar els compostos més cancerígens del fum de cigarreta. Els set agents cancerígens més importants del fum del tabac es mostren a la taula, juntament amb les alteracions de l'ADN que provoquen.
| Compost        | Micrograms per cigarreta | Efecte sobre l’ADN                                                                                         | Ref.   |
| -------------- | ------------------------ | --- | ------ |
| Acroleïna      | 122.4                    | Reacciona amb la desoxiguanina i forma reticulacions d’ADN, reticulacions d’ADN-proteïnes i adductes d’ADN | [ 35 ] |
| Formaldehid    | 60,5                     | Enllaços creuats ADN-proteïna que provoquen supressions i reordenaments de cromosomes                      | [ 36 ] |
| Acrilonitril   | 29.3                     | L'estrès oxidatiu que provoca un augment de la 8-oxo-2'-desoxiguanosina                                    | [ 37 ] |
| Butadiè        | 105,0                    | Pèrdua global de metilació de l'ADN (un efecte epigenètic), així com dels adductes d'ADN                   | [ 38 ] |
| Acetaldehid    | 1448,0                   | Reacciona amb la desoxiguanina per formar adductes d’ADN                                                   | [ 39 ] |
| Idexid d’etilè | 7.0                      | L’ADN hidroxietil addueix amb adenina i guanina                                                            | [ 40 ] |
| Isoprè         | 952,0                    | Trencaments de cadena simple i doble a l’ADN                                                               | [ 41 ] |

### Psicologia
La majoria dels fumadors de tabac comencen durant l’adolescència o la primera edat adulta. El tabaquisme es relaciona amb la presa de riscos i la rebel·lió, elements que sovint atrauen als joves. La presència de models i companys més grans també pot fomentar el tabaquisme. Com que els adolescents són influenciats més pels seus companys que pels adults, les pressions de pares, escoles i professionals de la salut per intentar evitar que la gent provi cigarretes no sempre tenen èxit.
Els fumadors acostumen a explicar que els cigarrets ajuden a alleujar les sensacions d’estrès. No obstant això, els nivells d’estrès dels fumadors adults són lleugerament superiors als dels no fumadors. Els fumadors adolescents tenen nivells creixents d’estrès a mesura que desenvolupen patrons de fumar regularment, i deixar de fumar condueix a una reducció de l'estrès. Lluny d’actuar com a ajuda per al control de l'estat d’ànim, la dependència de la nicotina sembla exacerbar l'estrès. Això es confirma en els patrons d’humor diaris descrits pels fumadors, amb estats d’ànim normals durant el tabaquisme i empitjorament entre cigarrets. Per tant, l’aparent efecte relaxant del tabaquisme només reflecteix la inversió de la tensió i la irritabilitat que es desenvolupen durant l'esgotament de la nicotina. Els fumadors dependents necessiten nicotina per mantenir-se amb normalitat.
A mitjan segle xx, psicòlegs com Hans Eysenck van desenvolupar un perfil de personalitat per al fumador típic d'aquell període; l'extraversió es va associar amb el tabaquisme i els fumadors solien ser persones sociables, impulsives, amb riscos i amb excitació. Tot i que la personalitat i els factors socials poden fer que les persones fumin, l’hàbit real és una funció del condicionament operant. Durant les primeres etapes, fumar proporciona sensacions agradables a causa de la seva acció sobre el sistema de dopamina i, per tant, serveix de font de reforç positiu. Després que una persona hagi fumat durant molts anys, evitar els símptomes d'abstinència i el reforç negatiu es converteixen en les motivacions clau. Com totes les substàncies addictives, l'exposició necessària per dependre de la nicotina pot variar d’una persona a una altra.
Pel que fa als trets de personalitat del model dels cinc factors, la investigació ha demostrat que el tabaquisme està correlacionat amb nivells més baixos d’agradabilitat i consciència, així com amb nivells més alts d'extraversió i neurotisme.